# لخراوعة أربعة امتاقل (أولاد بوعلي)
لخراوعة أربعة امتاقل هو دُوَّار يقع بجماعة أولاد بوعلي النواجة، إقليم سطات، جهة الدار البيضاء سطات في المملكة المغربية. ينتمي الدوّار لمشيخة أولاد بوعلي التي تضم 11 دوار. يقدر عدد سكانه بـ 496 نسمة حسب الإحصاء الرسمي للسكان والسكنى لسنة 2004.

## روابط خارجية
- البوابة الوطنية للجماعات الترابية نسخة محفوظة 12 مارس 2018 على موقع واي باك مشين.
- المندوبية السامية للتخطيط